# Максюта, Анатолий Аркадьевич
Максюта Анатолий Аркадьевич (укр. Максюта Анатолій Аркадійович, род. 15 июня 1963) — украинский государственный деятель.
Первый заместитель министра экономического развития и торговли Украины (5 апреля 2012 — 16 октября 2014). Координатор деятельности Украины в реализации Стратегии Европейского Союза для Дунайского региона (с 30 января 2013 года).
Возглавлял Комиссию по проведению реорганизации Министерства экономики Украины. Исполняющий обязанности министра экономического развития и торговли Украины.

## Биография
Родился 15 июня 1963 года в селе Казачки Летичевского района Хмельницкой области. В 1984 — 1986 годах служил в Советской армии.

### Образование
- В 1984 году окончил Тернопольский финансово-экономический институт (специальность — «Финансы и кредит», квалификация «Экономист»).
- В 1994 году окончил Института государственного управления и самоуправления при Кабинете Министров Украины по специальности «Государственное управление», квалификация «Магистр государственного управления».

### Государственная деятельность

#### Местное самоуправление
- 1984—1984: старший экономист финансового отдела исполкома Черняховской районного Совета народных депутатов Житомирской области.
- 1986—1987: экономист, заместитель заведующего — начальник инспекции госдоходов финансового отдела исполкома Черняховской районного Совета народных депутатов Житомирской области.
- 1987—1988: заведующий отделом комплексного экономического и социального развития исполкома Черняховской районного Совета народных депутатов Житомирской области.
- 1988—1990: заведующий финансовым отделом исполкома Лугинской районного Совета народных депутатов Житомирской области.
- 1990—1993: заместитель начальника бюджетного отдела финансового управления исполкома Житомирского областного Совета народных депутатов.
- 1993—1993: заместитель начальника — начальник отдела финансов местного хозяйства, денежного обращения и ценных бумаг финансового управления исполкома Житомирского областного Совета народных депутатов.

#### Правительственная деятельность

##### Финансы
- 1994—1995: заместитель начальника Главного бюджетного управления — начальник отдела по вопросам территориальных бюджетов.
- 1995—1996: начальник Главного бюджетного управления, член коллегии Министерства финансов Украины.
- 1996—1997: первый заместитель начальника Главного бюджетного управления Министерства финансов Украины.
- 1997—2000: начальник Главного бюджетного управления Министерства финансов Украины.
- 2000—2001: начальник Департамента по бюджету Министерства финансов Украины.
- 30 августа 2001[2] — 30 января 2002[3]: первый заместитель Государственного секретаря Министерства финансов Украины.
- 30 января 2002[4] — 12 февраля 2003[5]: Государственный секретарь Министерства финансов Украины.
- 12 февраля 2003[6] — 25 марта 2003[7]: первый заместитель Государственного секретаря Министерства финансов Украины (повторно).
- 28 марта 2003[8] — 2005: советник Президента Украины.
- 8 февраля 2005[9] — 27 декабря 2005[10]: первый заместитель Министра финансов Украины (Виктора Пинзеника, вел бюджетную политику[11]).

##### Экономика
- 27 декабря 2005[12] — середина марта 2007, январь 2008 — 28 декабря 2010[13]: первый заместитель министра экономики Украины.
- Возглавлял Комиссию по проведению реорганизации Министерства экономики Украины.
- 28 декабря 2010[14] — 30 июня 2011[15]: заместитель министра экономического развития и торговли Украины.
- 22 июня 2011[16] — 11 июля 2011[17]: Правительственный уполномоченный по вопросам сотрудничества с международными финансовыми организациями и привлечения международной технической помощи.
- 8 июля 2011[18] — 5 апреля 2012[19]: советник Президента Украины — руководитель Главного управления по вопросам реформирования социальной сферы Администрации Президента Украины.
- С 5 апреля 2012 года[20] — первый заместитель министра экономического развития и торговли Украины.
- 3 декабря 2012[21] — 24 декабря 2012[22] — и. о. министра экономического развития и торговли Украины.

#### Международная деятельность
- С 19 октября 2012 года — представитель Украины в Ассамблее Вкладчиков, глава группы представителей Украины в Координационной Группе Фонда Восточноевропейского партнерства по энергоэффективности и окружающей среде (Е5Р)[23].
- С 28 января 2013 года — глава Межправительственной украинско-марокканской комиссии по вопросам торгово-экономического, научно-технического и культурного сотрудничества, Межправительственной украинско-латвийской комиссии по вопросам экономического, промышленного и научно-технического сотрудничества и Украинско-мексиканской межправительственной комиссии[24].
- С 30 января 2013 года — координатор деятельности Украины в реализации Стратегии ЕС для Дунайского региона[25].

## Награды
- Почетная грамота Кабинета министров Украины (1999)[26].
- Заслуженный экономист Украины (2008).